# Fritz Ebner (Literat)
Fritz Ebner (* 15. Dezember 1922 in Friedberg (Hessen); † 28. August 2010 in Darmstadt) war ein deutscher Goethe-Forscher und Literaturhistoriker.

## Leben
Fritz Ebner nahm nach dem Abitur ein Medizin-Studium auf und beendete dieses mit einer Dissertation „Über einen neuen Stereoeffekt“ zum Dr. med. im Jahr 1949. Neben dem Hauptstudiengang hatte er auch Literaturwissenschaft und Geschichte der Philosophie an den Universitäten Gießen und Marburg belegt. 
Nach zwei Jahren als Stationsarzt am William G. Kerkhoff-Institut in Bad Nauheim trat Ebner 1951 in die Firma Merck in Darmstadt ein, leitete dort die Medizinische Information und wurde Leiter der Öffentlichkeitsarbeit.

## Literarische Tätigkeit
Die literarische Tätigkeit Ebners kreiste vor allem um Goethe und seine Zeitgenossen. So recherchierte und schrieb er über Goethes Aufenthalte in Darmstadt, wozu er 1982 auch eine Ausstellung gestaltete, und über Goethes Freund Johann Heinrich Merck, dem 1991 eine Ausstellung in Darmstadt gewidmet war. Weitere Persönlichkeiten seiner literarischen Forschungen waren Georg Christoph Lichtenberg, Georg Büchner und Justus Liebig.

## Führende Mitgliedschaften
- Langjähriger Vorsitzender der Darmstädter Ortsvereinigung der Goethe-Gesellschaft
- Ehrenmitglied der Goethe-Gesellschaft in Weimar und der Justus-Liebig-Gesellschaft in Gießen
- Vorstandsmitglied der Merck'schen Gesellschaft für Kunst und Wissenschaft
- Stellvertretender Vorsitzender der Gesellschaft hessischer Literaturfreunde 1982–2010

## Auszeichnungen
- 1973 Johann-Heinrich-Merck-Medaille der Stadt Darmstadt
- 1992 Goethe-Plakette des Landes Hessen
- 2002 Silberne Verdienstplakette der Stadt Darmstadt